# بخش نورته د سانتاندر
شهرستان نورته د سانتاندر (به اسپانیایی: Norte de Santander Department) یک سکونتگاه مسکونی در کلمبیا است که در کلمبیا واقع شده‌است.

## خصوصیات
شهرستان نورته د سانتاندر ۲۱٬۶۵۸ کیلومترمربع مساحت و ۱٬۳۳۲٬۳۳۵ نفر جمعیت دارد.